# 만화방

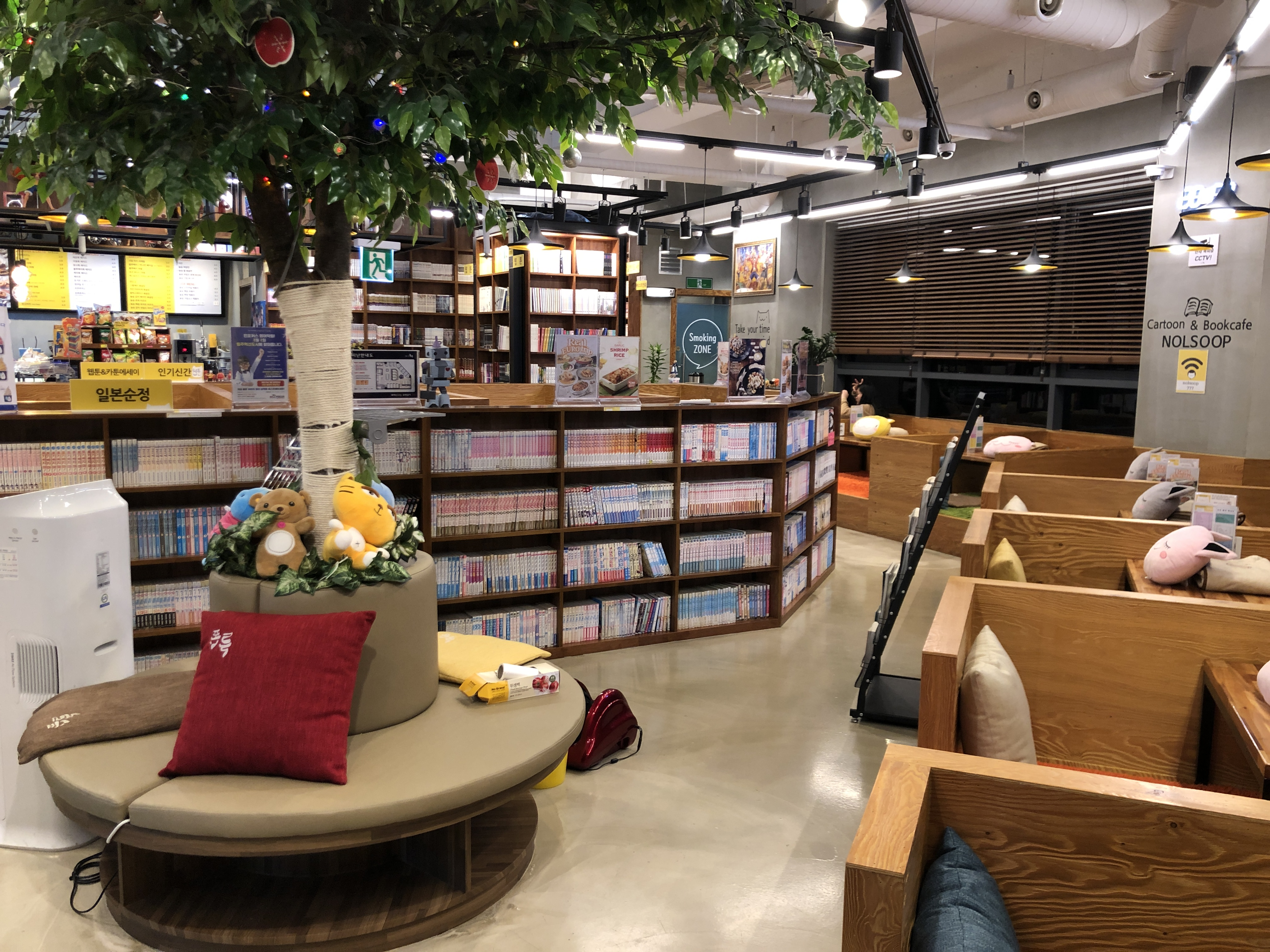
놀숲 원주혁신점

만화방(漫畵房)은 대한민국의 만화 대여점 또는 판매점을 이른다. 만화 카페와는 다른 개념이다. 또한 예전에는 대여본으로 영업했기 때문에 대본소로도 불렸으나, 엄밀히 말해 대본소는 만화 또는 소설 등 책의 대여본을 유상으로 대여하는 영업을 하는 곳이다.

## 개요
직접 만화책을 구입하는 것보다 훨씬 낮은 금액으로 만화를 읽을 수 있다. 점내에서 읽을 경우에는 시간제인 경우가 많으며, 대여 시에는 대개 권당 200~300원 정도의 값을 지불한다.
취급서적은 한국 만화와 일본 만화의 라이선스 번역 단행본이 주류를 이룬다. 판타지 소설이나 라이트 노벨, 컴퓨터 게임 소프트를 취급하는 경우도 많다.

## 역사
대한민국에서는 1950년대부터 모습을 찾아볼 수 있었다. 당시에는 저연령층을 주요 대상으로 영업을 했다. 오락거리가 부족했던 당시에 만화방은 저연령층에서 큰 인기를 끌었으며, 1990년대까지 별다른 불황 없이 전국적으로 수많은 만화방이 개업되었다. 주로 대여본으로 영업을 했기 때문에 대본소라는 명칭으로도 불렸다. 다만 현재는 대여본(대본)과 판매본(판본)의 구분이 없기 때문에 대본소라는 명칭은 쓰이지 않고 있다.
1990년대 후반부터 PC방이 유행하자 매출이 감소했다. 이후 2000년대부터는 인터넷을 통한 만화의 스캔 공유가 성행하면서 더욱 더 입지가 좁아졌다.
1990년대에 번창했던 비디오 대여점이 2000년대 들어 쇠락하면서 이 둘과 영화 DVD 대여까지 합친 형태의 대여점도 나오고 있다. 전국 형태의 체인점도 존재한다.

## 비판
만화방 문화가 일반화되면서 대한민국에서는 만화는 "사서 보는 것"이 아닌 "빌려 보는 것"이라는 인식이 정착했고, 대한민국 만화업계의 장애요소 중 하나로 지목되고 있다. 일각에서는 단행본이 한 권 나오면 전국 만화방에 하나씩 자동적으로 판매되기 때문에 오히려 일정한 수요를 유지할 수 있다는 주장도 있지만, 이 또한 반대로 높은 수요를 저해할 수 있는 요소로 작용한다는 말이 된다.
현 시대에 만화를 사서보는 독자가 몆이나 있을까?

## 법적 관리
대한민국 학교보건법상 만화방은 청소년 유해업소로 지정되어 있다. 학교보건법 제5조 및 학교보건법 시행령 3조, 4조에 따라 학교 시설로부터 200미터 이상 떨어져 있어야 한다. (유치원, 대학교 제외) 학교시설을 벗어났다 하더라도 학원이 있으면 관할 교육구청의 심의를 받아야 한다. 상대 정화구역 내(학교시설로부터 직선거리 200미터 이내)에 개업을 했을 경우 민원이 제기되면 폐업해야 한다.

## 그 외
- 영동대학교 도서관에는 만화 2000여권을 비치한 만화방이 설치되어, 학생들이 휴식하며 다양한 분야의 상식을 접하도록 하고 있다.[2]

## 같이 보기
- PC방
- 도서관
- 만화 카페